# エドゥアール・フィリップ
エドゥアール・シャルル・フィリップ（フランス語: Édouard Charles Philippe、1970年11月28日 - ）は、フランスの政治家。2017年5月から2020年7月まで首相を務めそれ以前はル・アーヴル市長、国民議会議員を歴任した。

## 来歴
1970年11月28日にセーヌ＝マリティーム県ルーアンにてフランス語の教師を両親に誕生した。姉妹もフランス語の教授である。港湾労働者の家系であり、曾祖父と祖父は貿易を行っていた。フィリップはルーアン郊外で育ち後にボンでバカロレアを取得した。この後パリ16区の名門公立リセ・ジャンソン＝ド＝サイイ（Lycée Janson-de-Sailly）のグランゼコール準備級（CPGE）に通ってパリ政治学院に入学しフランス国立行政学院（ENA）に入学した。1997年にENAを卒業後は国務院へ入り政府調達を専門とした。
パリ政治学院で研究している間ミシェル・ロカールをサポートするため2年間社会党で活動したがこの後右派に接近した。
2001年にル・アーヴル市長の自治体チームに参加し法務担当アシスタントとなった。フィリップはセーヌ＝マリティーム県第8選挙区の2002年フランス議会総選挙候補者となった。同じ年アラン・ジュペから広く人気を集めていた運動で右派と中道を全て集結させようとしていた政党、UMPの創設に参加するよう依頼された。フィリップはジュペが2004年7月に辞任するまで総務部長を務めた。その後デビボイス・アンド・プリンプトン・LLP（Debevoise & Plimpton LLP）法律事務所所属の弁護士となった。
2007年5月18日から6月18日まで環境・開発・エネルギー・運輸大臣を務めていたアラン・ジュペの官房の一員となった。ジュペがフィヨン内閣改造で大臣職を解かれたためフィリップはアレヴァ・グループに入り2010年まで広報ディレクターを務めた。
2017年5月15日にマクロン大統領より首相に任命され就任する。6月11・18日の総選挙で与党共和国前進は大勝して6月21日に第2次内閣が発足し、7月5日に内閣信任決議が賛成370・反対67で可決された。なおフィリップ自身は野党である共和党に党籍を置いている。
2020年6月に実施された統一地方選挙では現職の首相でありながらル・アーヴル市長選挙に出馬して当選した。同年7月3日にはマクロン大統領に首相職の辞表を提出して内閣は総辞職した。また同日にフランスの裁判所はフィリップと保健相経験者に対し、新型コロナウイルスへの対応をめぐって不備が無かったかについて捜査を開始した。

## 家族
2002年4月にパリ政治学院の教師であるエディット・シャブルと結婚し、3人の子女が誕生した。また、週に数回ボクシングの練習をしている。